# Comté de Wright (Iowa)
Pour les articles homonymes, voir Comté de Wright.
Le comté de Wright est un comté de l'État de l'Iowa, aux États-Unis.